# Lima (Montana)
Lima è un comune (town) degli Stati Uniti d'America della contea di Beaverhead nello Stato del Montana. La popolazione era di 221 persone al censimento del 2010.
La comunità deve il suo nome alla città di Lima nell'Ohio, la città natale di uno dei primi coloni.

## Geografia fisica
Lima è situata a 44°38′09″N 112°35′31″W (44.635813, -112.592058).
Secondo lo United States Census Bureau, ha un'area totale di 0.53 miglia quadrate (1.37 km²).

## Società

### Evoluzione demografica
Secondo il censimento del 2010, c'erano 221 persone.

### Etnie e minoranze straniere
Secondo il censimento del 2010, la composizione etnica della città era formata dal 94.12% di bianchi, lo 0.9% di afroamericani, lo 0.9% di nativi americani, lo 0% di asiatici, lo 0.9% di oceanici, lo 0.45% di altre razze, e il 2.71% di due o più etnie. Ispanici o latinos di qualunque razza erano il 3.62% della popolazione.